# Simandre-sur-Suran
Simandre-sur-Suran là một xã ở tỉnh Ain, vùng Auvergne-Rhône-Alpes thuộc miền đông nước Pháp.